# Otto Tauchert
Otto Tauchert (* 4. April 1860 in Trabelsdorf; † 29. September 1913) war ein deutscher Reichsgerichtsrat.

## Leben
Otto Tauchert war der Sohn von Jacob Tauchert, Ökonomieinspektor der Freiherrn Marschalk von Ostheim. Er studierte Rechtswissenschaft und wurde 1882 auf König Ludwig II., seinen bayerischen Landesherrn, vereidigt. 1885 legte er die Staatsprüfung ab. 1886 wurde er III. Staatsanwalt beim Landgericht Augsburg. 1887 wurde er Amtsrichter in Nürnberg. 1893 wurde er II. Staatsanwalt beim Landgericht Nürnberg. 1896 wurde er Landgerichtsrat in Fürth. 1901 wurde er I. Staatsanwalt beim Landgericht Nürnberg. 1903 wurde er Oberlandesgerichtsrat. 1905 wurde er Landgerichtsdirektor in Nürnberg. 1906 wurde Regierungsrat im Justizministerium und 1907 Oberregierungsrat. 1909 wurde Rat beim Bayerischen Obersten Landesgericht. 1910 wurde er an das Reichsgericht berufen. Er verstarb 1913.

## Quelle
- Walter Schärl: Die Zusammensetzung der bayerischen Beamtenschaft von 1806 bis 1918 (= Münchener Historische Studien, Abteilung Bayerische Geschichte. Band 1). Verlag Michael Laßleben, Kallmünz in der Oberpfalz 1955, S. 378.

| Personendaten    | Personendaten               |
| ---------------- | --------------------------- |
| NAME             | Tauchert, Otto              |
| KURZBESCHREIBUNG | deutscher Reichsgerichtsrat |
| GEBURTSDATUM     | 4. April 1860               |
| GEBURTSORT       | Trabelsdorf                 |
| STERBEDATUM      | 29. September 1913          |